# Praça Sete de Setembro (Belo Horizonte)
A Praça Sete de Setembro, comumente chamada Praça Sete, é a praça mais movimentada da cidade de Belo Horizonte, marco zero do seu hipercentro. Está localizada no cruzamento de duas grandes avenidas, a Afonso Pena e a Amazonas, e é entrecortada pelas ruas Rio de Janeiro e Carijós. Em termos de tráfego de veículos, compete em importância com a Praça Raul Soares e a Praça da Liberdade, na prática, as três mais importantes da cidade. O fluxo de pessoas que passam pela Praça Sete é, no entanto, consideravelmente maior.
Ostenta em seu centro um obelisco doado pelo povo da vizinha Capela Nova do Betim, hoje município de Betim, aos habitantes da capital mineira, por ocasião da comemoração do Centenário da Independência do Brasil, em 7 de setembro de 1822. O "Pirulito", como é conhecido, é feito de granito e formado por uma agulha de 7 m apoiada sobre um pedestal quadrangular adornado por um poste em cada um de seus vértices. Foi desenhado pelo arquiteto Antônio Rego e construído pelo engenheiro Antônio Gonçalves Gravatá, proprietário da pedreira em Betim de onde foram extraídas as pedras utilizadas na construção do marco.

## História

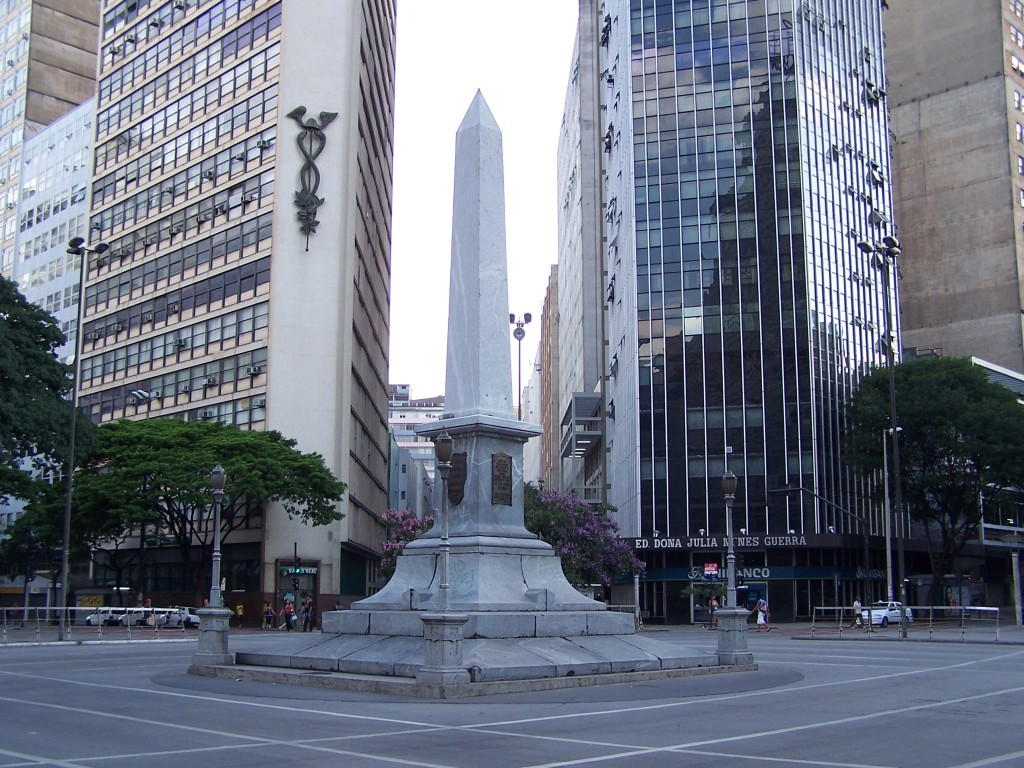
Praça Sete de Setembro no Centro de BH.
(Obelisco de 1922, que celebra os cem anos de Independência do Brasil).

Na planta do projeto de Belo Horizonte elaborado por Aarão Reis no final do século XIX, o traçado da cidade foi desenhado a partir de uma cruz formada por duas grandes vias que se cortam perpendicularmente. O ponto de intersecção, onde haveria uma praça, marcaria o centro da capital.
O nome originalmente escolhido para o local foi Praça 14 de Outubro, data referente à criação da Comissão de Estudos das Localidades Indicadas para a Nova Capital. Outros relatam o nome como Praça 12 de Outubro, referência à data da descoberta da América por Cristóvão Colombo em 1492.
Em 1922, seu nome foi alterado para Praça Sete de Setembro, nas comemorações do centenário da Independência do Brasil. Embora a pedra fundamental do "Pirulito", como é chamado pela população, tenha sido lançada naquele ano, o monumento só foi inaugurado no local dois anos depois, em 7 de setembro de 1924. O obelisco foi transferido para a Praça da Savassi no meio das reformas da praça em 1963, retornando à Praça Sete em 1980, onde permanece até hoje.
Em 1932, o Cine-Teatro Brasil foi construído na esquina da Avenida Amazonas com a rua Carijós. Em 1950, foi inaugurado na esquina da Avenida Afonso Pena com a rua Rio de Janeiro o edifício do Banco da Lavoura (atual Banco Santander), projetado por Álvaro Vital Brasil em 1946. O projeto, de estilo arquitetônico moderno, recebeu o prêmio de arquitetura na 1ª Bienal de São Paulo.
Em 1953, foi inaugurado o prédio do Banco Mineiro da Produção, projetado por Oscar Niemeyer em 1951.
A praça foi fechada em 1971 para criar quatro quarteirões fechados, visando melhorar a circulação de pedestres.
Em 2003, a praça passou por um intenso programa de revitalização. Entre as principais mudanças, tornou-se acessível para portadores de necessidades especiais e pessoas com mobilidade reduzida. Além disso, cada um dos quatro quarteirões fechados ganhou um nome indígena - citando quatro tribos que povoavam Minas Gerais, Krenak, Pataxó, Maxacali e Xacriabá - como as ruas transversais no projeto de Aarão Reis, e teve sua reforma conduzida pelos seguintes arquitetos: Gustavo Penna & Associados; Álvaro Hardy e Mariza M. Coelho; Jô Vasconcellos, Éolo Maia e Flávio Grillo; João Diniz, Graça Moura, Márcia Moreira; colaboradores como Verônica Mata Machado, Eduardo Bretal, Délio Cardoso e muitos outros.
Depois da reforma, a Praça Sete foi tomada pelo Museu Histórico Abílio Barreto como acervo operacional da instituição.
Em 2006, as avenidas que a cruzam foram totalmente recapeadas para o Encontro do BID.
Em 2009, a Praça teve um evento do Skate o famoso Go Skateboarding Day evento realizado no mundo todo.
Em 2012, a prefeitura negou um pedido de um evento público na Praça Sete, em vigília para o Fenômeno 2012, em 21 de dezembro.

## Galeria

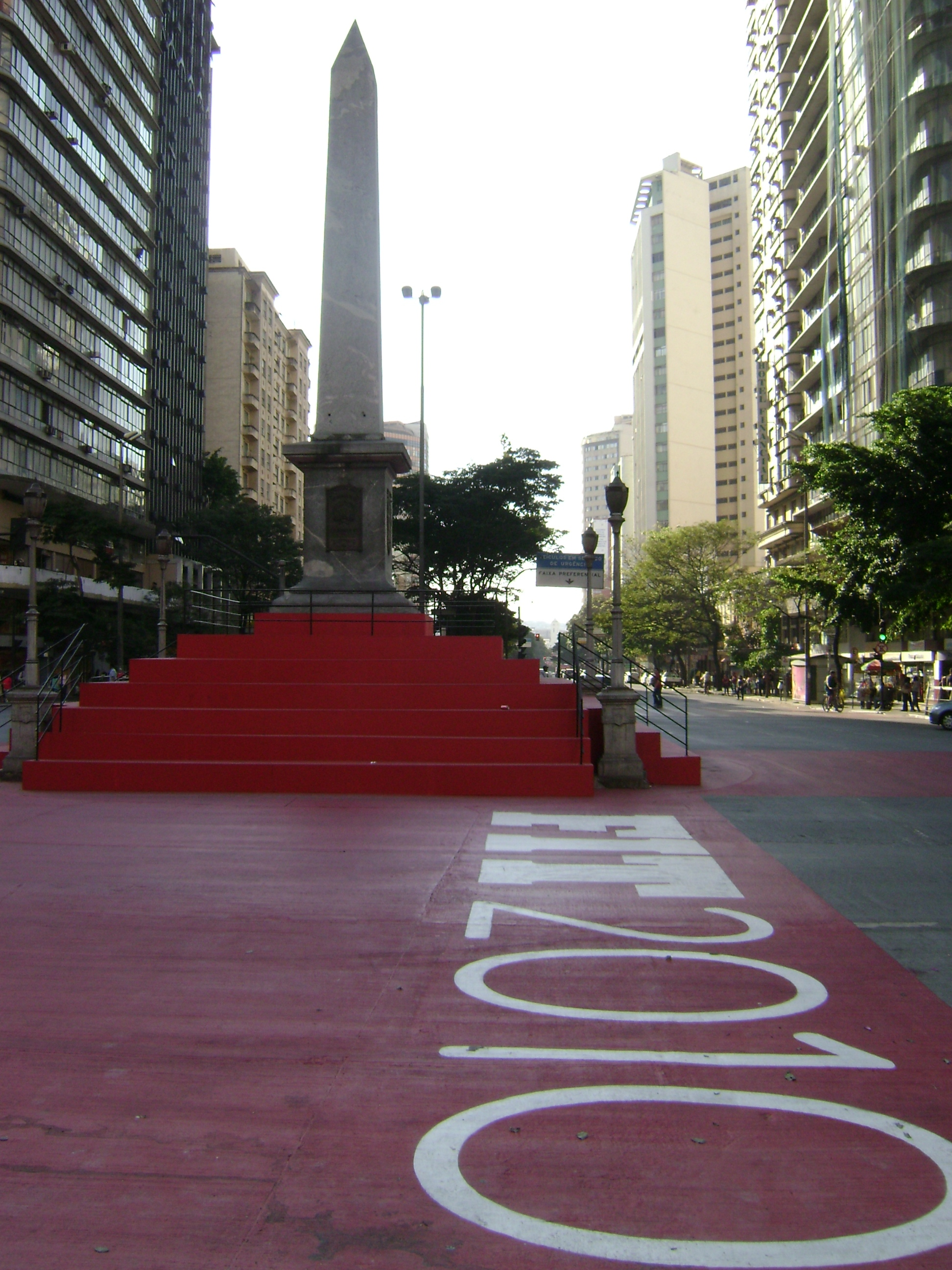
A Praça durante o FIT-2010
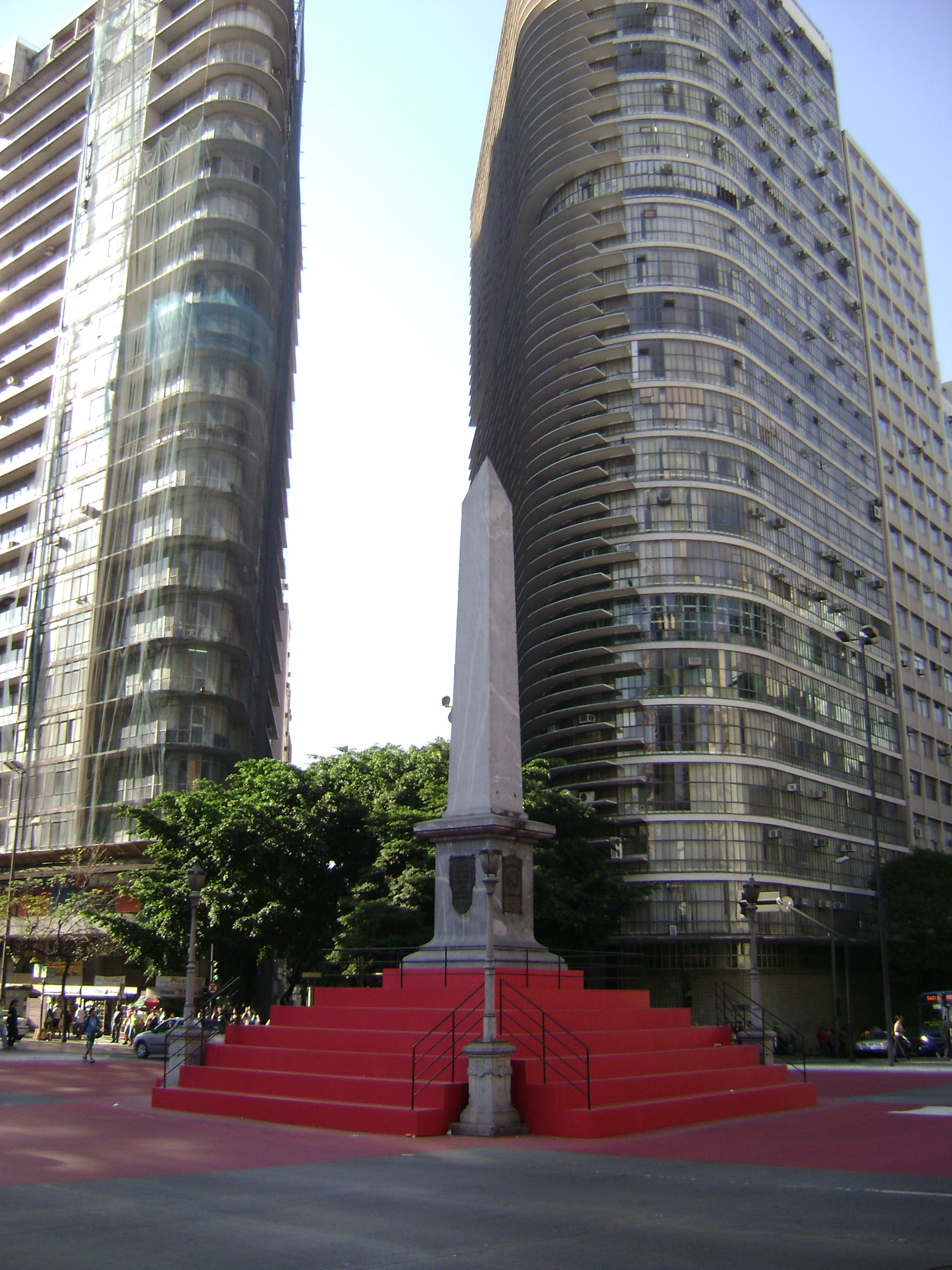
Escada vermelha colocada no obelisco durante o FIT-2010
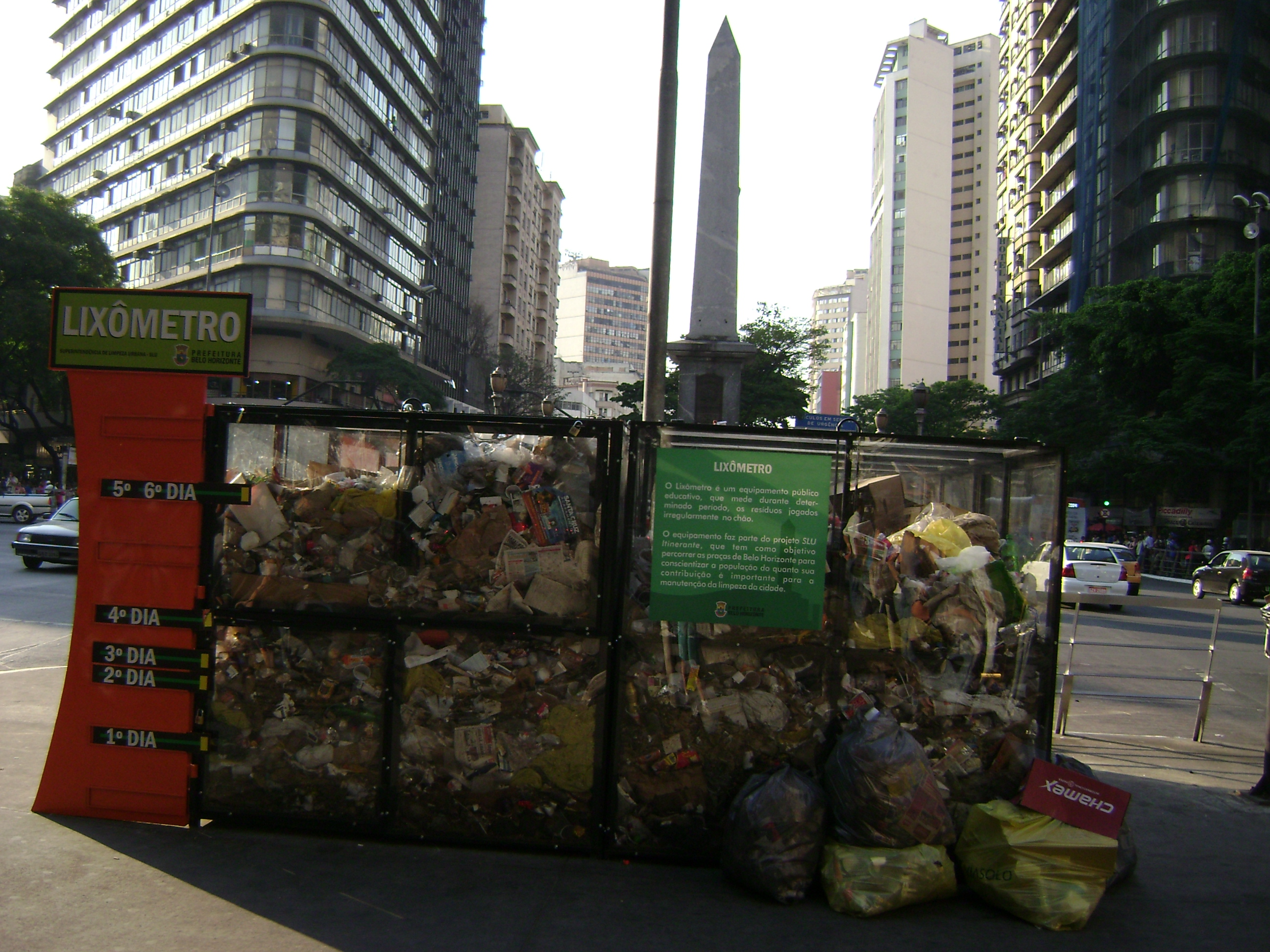
Um lixômetro instalado na praça.
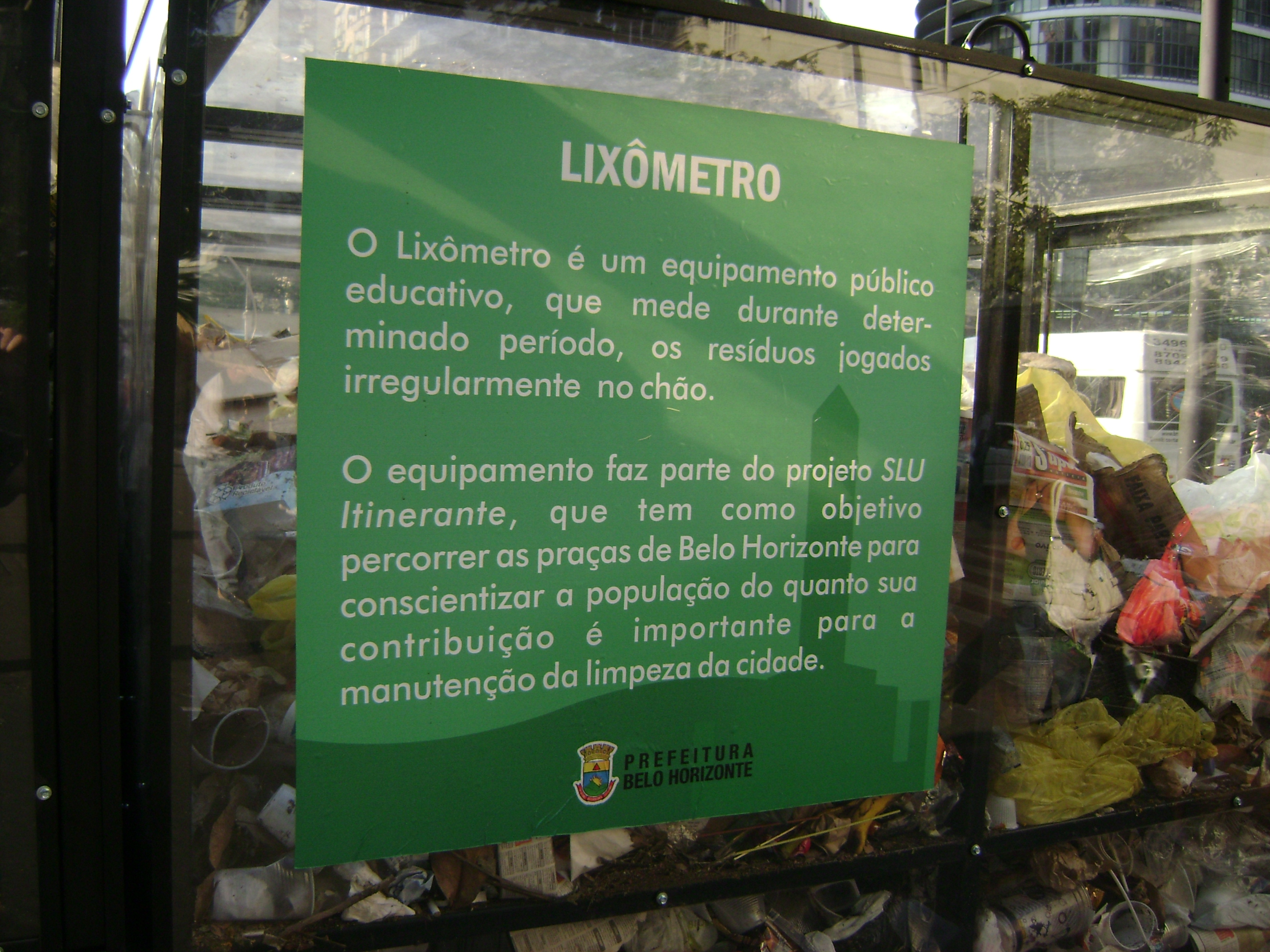
Inscrição no lixômetro da praça.
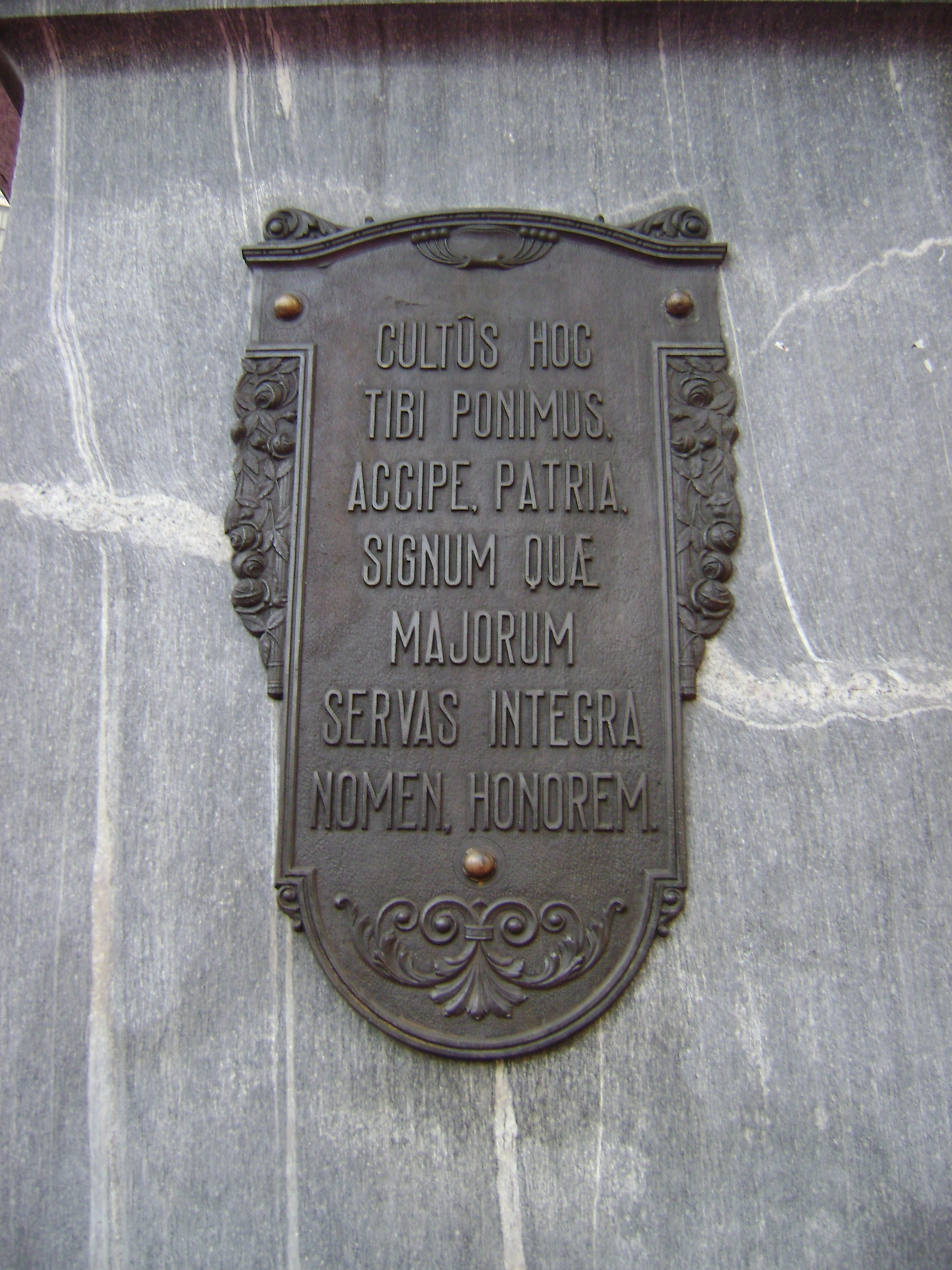
Inscrição em latim em uma das faces do obelisco.
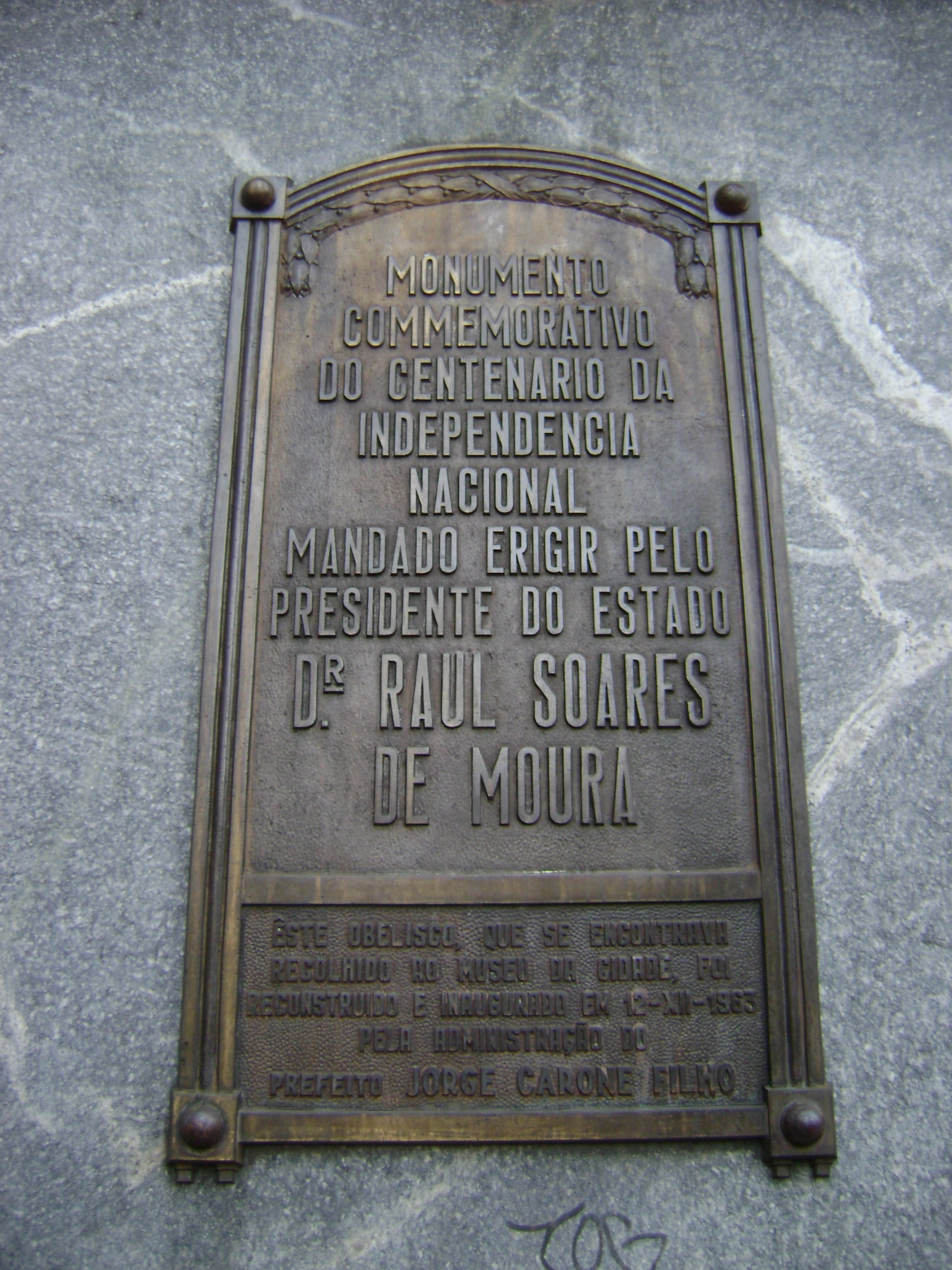
Monumento mandado erigir pelo presidente do Estado.
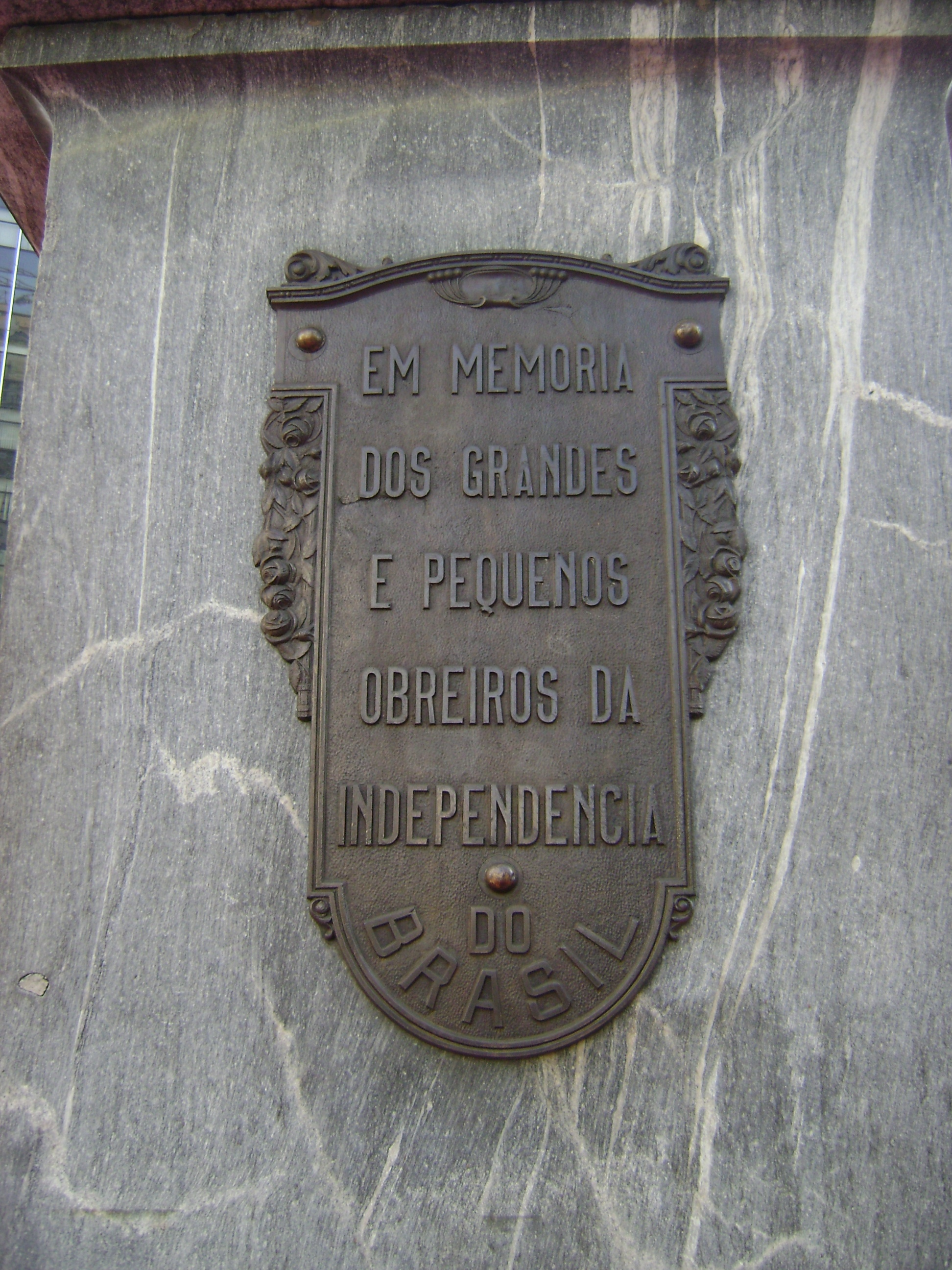
Inscrição em uma das faces do obelisco.
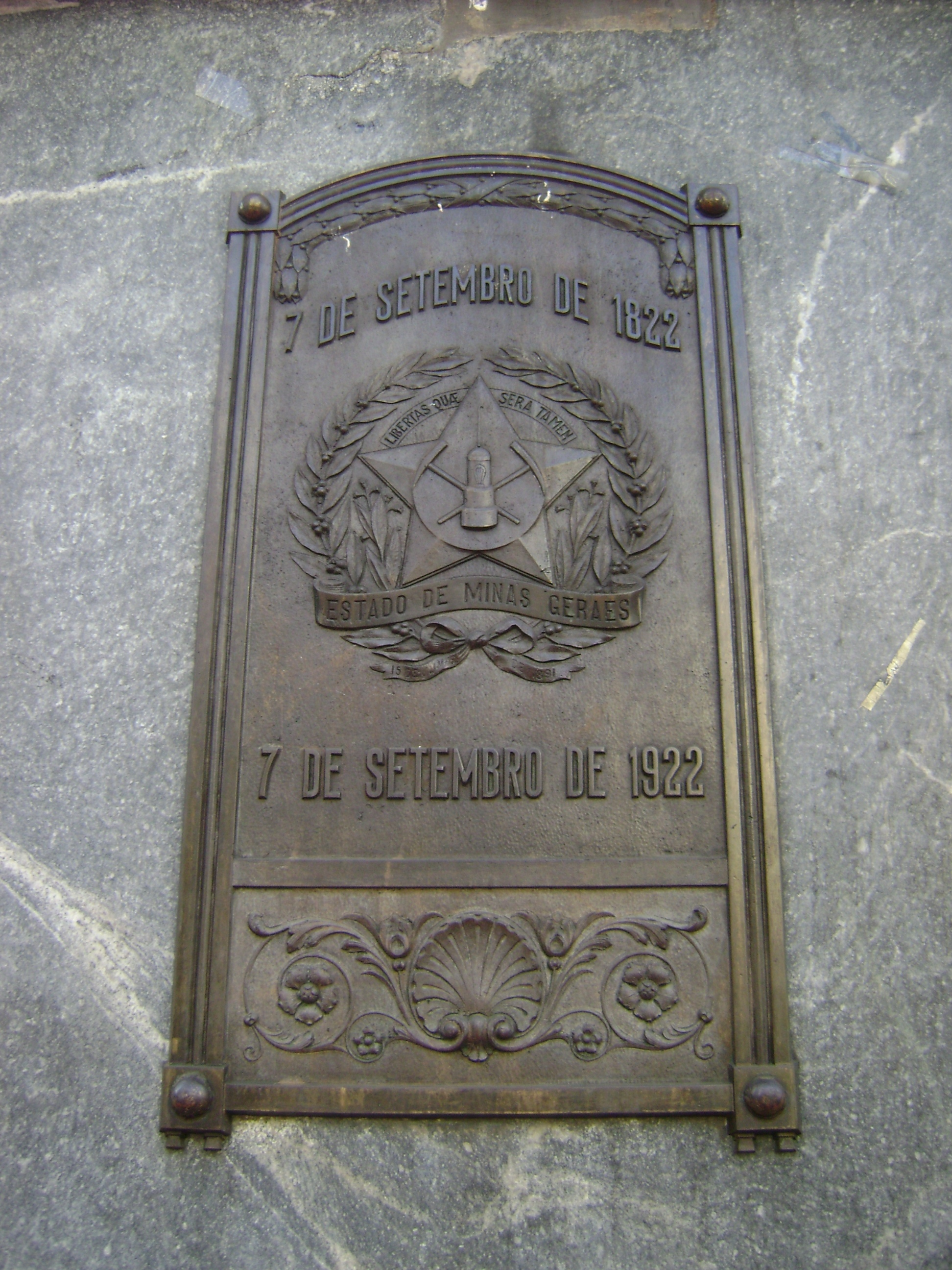
Centenário da independência.